# Lucila Pautrat
Lucila Pautrat Oyarzún es una ingeniera forestal, investigadora, escritora y defensora ambiental peruana.
En julio de 2020 publicó el libro Propuestas para la gestión sostenible de bosques en la Amazonía peruana, editado por el Instituto de Defensa Legal y Kené, Instituto de Estudios Forestales y Ambientales.

## Caso Tamshiyacu
El 19 de mayo de 2020 la Dirección General de Derechos Humanos del Ministerio de Justicia y Derechos Humanos, a través de la Resolución Directoral n.° 003-2020-JUS/DGDH, activó el procedimiento de alerta temprana para garantizar la protección de Lucila Pautrat por el acoso judicial y censura por parte de la empresa cacaotera Tamshi S.A.C. por el caso Tamshiyacu en la región Loreto.
La empresa Tamshi S.A.C (antes Cacao del Perú Norte S.A.C.) ha venido siendo investigada por la instalación no autorizada de monocultivos agroindustriales en el pueblo de Tamshiyacu, en el distrito de Fernando Lores, provincia de Maynas en Loreto.
El 2 de noviembre de 2020 el Organismo de Evaluación y Fiscalización Ambiental (OEFA) impuso una multa a Tamshi S.A.C. por más de 125 millones de soles por realizar actividades agrícolas (cultivo intensivo de cacao) sin contar con un instrumento de gestión ambiental aprobado por la autoridad competente del estado.
El 26 de marzo de 2021 el 43.º Juzgado Penal de la Corte Superior de Justicia de Lima condenó a Ángela Lucila Pautrat Oyarzun a dos (02) años de pena privativa de la libertad suspendida, al pago de 240 días-multa y al pago de 50 mil soles como reparación civil por el delito de difamación agravada contra la empresa Tamshi. El Ministerio del Ambiente del Perú lamentó la decisión del Juzgado y la Defensoría del Pueblo ha expresado su respaldo oficial a Pautrat a través de un amicus curiae. También se pronunciaron a favor de Pautrat el Colegio de Ingenieros y Pronaturaleza.